# Exposition potentielle future
L'exposition future potentielle (ou PFE pour Potential Future Exposure) est un concept utilisé en finance pour définir l'exposition maximale d'un créancier sur une période donnée, calculée selon un niveau de confiance défini (c'est-à-dire à un quantile donné). Il s'agit d'une mesure du risque de crédit.

## Voir également
- Ajustement de valeur de crédit